# Чистобългарска наковалня за сладкодумство
„Чистобългарска наковалня за сладкодумство“ е първото българско списание, издавано след Освобождението.
Излиза в Пловдив, Виена и София през 1878 – 1879 г., всичко 7 книжки. Основател и редактор е видният учен академик Иван Богоров. Печата се в печатниците на Янко Ковачев в Пловдив, Йован Вернай във Виена и на братя Прошек в София.
Посветено е на езикови въпроси; има мото „Докле езика живее, един народ не загива“. Задачата на списанието е да съдейства българският език да се изчисти от всички чужди думи. Едни от тях Богоров заменя с народни, други – с изковани лично от него. Списанието съдържа бележки и напътствия за запазване на чистотата на езика, призовава към развитие и усъвършенстване на говоримия език. Продължава под името „Наковалня“ през 1879 г.

## Думи от Богоров
Това е списък с някои от думите, които Иван Богоров въвежда чрез своята „Чисто-българска наковалня за сладкодумство“.
(Думите, дадени с удебелени букви се използват и днес, някои и във всекидневната реч)
- предимство
- предимствен
- обноски
- приемлив
- приемливост
- книжнина (литература)
- познавач
- чакалня
- дъждобран
- сегашно време
- минало (заминало, преминало) време
- редилник (вм. рус. правилник)
- правилник (автор)
- беляз (вм. рус. герб; картина)
- бивалица (история)
- книговище (библиотека)
- небиваличен (митичен, нереален, неисторичен)
- гостилня (хотел)
- гостилник (хотелиер)
- застан (станция, гара)
- денник (дневник, журнал)
- отсебен (специален)
- правачница (фр. фабрика, рус. завод)
- вестник
- вестникар
- часовник (сахат)
- четец (читател)
- пратеник
- многопътен (многократен)
- прочетник (рус. читател)
- еднопътен (еднократен)
- самосебен (собствен, специфичен, специален)
- земеопис (география)
- наговор (рус. заговор)
- крайка (точка, пункт)
- прязпол (профил)
- прѝлич (образец, модел)
- сподялба (причастие)
- биватно (съществително)
- обрезд (характер)
- белезач (художник, рисувач)
- брездеж (чертеж)
- брездач (чертожник)
- лъчитба (химия)
- присъщие (рус. „присъствие“)
- бивност (рус. „присъствие“)
- градство (политика)
- ветреник (газ)
- притурно име (прилагателно)
- свърз (съюз)
- свързник (съюзник)
- свръзка (копула)
- свръшка (окончание)
- четно име (числително име)
- кланица (касапница)
- плув (кораб)
- самосвет (фотография)
- самосветар (фотограф)
- държавство (политика)
- владалство (политика)
- питен, попитен, питатен (въпросителен)
- ставица (определителен член)
- словница (граматика)
- лѐкарство (медицина)
- искреник (електричество)
- гледобод (гледна точка)
- чудатен (удивителен)
- забележка
- самоплув (параход)
- провадилня (рус. посолство)
- провдничество (рус. посолство)
- средореч (рус. междуметие)
- вместоиме (рус. местоимение)
- запирка (рус. запетая)
- запиратен (рус. препинателен)
- дватачен (вм. рус. четен; двойствен)
- почетлив (вм. рус. уважаем)
- тачлив (вм. рус. уважаем)
- тръпен (пасивен, страдателен)
- азство (егоизъм; личност, самоличност, персоналност; идентичност)
- мини-брод (паспорт)
- пътулка (паспорт, тескере)
- зададка (рус. задача)
- училня (училище, школа)
- училник (учител)
- скъсене (абревиатура, рус. съкращение)
- трикътник (днес: триъгълник)
- словник (текст)
- вършатен (действителен, деятелен)
- деен
- дейност
- деец
- бездеен
- бездейност
- съдейност
- сторност, струватност (вм. „стойност“, което е от рус.)
- отговорник (ответник)
- самораст (природа, натура)
- саморастен (природен, натурален, физически)
- разноски (харчове)
- пла̀тен (материален)
- тъкмост (точност)
- презръчница (заведение)
- самоуправа (автономия)
- стопанствен (притежателен)
- народоуправа (република)
- народосбор (парламент)
- преизповед (протест)
- преизповедник (протестант)
- преизповядам (протестирам)
- писмар (секретар)
- писачница (редакция)
- цветило (боя)
- каквина (качество)
- колчавина (количество)
- сбирност, събирливост (вместимост, емкост)
- цветарник (саксия)
- основник (елемент)
- ставник (елемент)
- въгленик (въглерод)
- водиник (водород)
- кислиник (кислород)
- затривач (убиец)
- опорник (противник)
- обаждатно клонене (изявително наклонение)
- сговарятно клонене (условно наклонение)
- молач (вм. тъжител)
- лицевен (персонален)
- свърз (рус. съюз)
- придръжност (рус. зависимост)
- придръжен (рус. зависим)
- шестолик (куб)
- казало (рус. сказуемо)
- изведнъжен (внезапен)
- еднодружен (взаимен)
- сторник (фактор)
- словник (текст)
- равноденник (екватор)
- пладник (меридиан)
- поврътник (тропик)
- азар (егоист)
- азарски (егоистичен)
- едномерен, еднаквомерен (пропорционален)
- бивалник, биваличник, биваличар (историк)
- непрекоречлив (рус. неоспорим, безпрекословен)